# Ebenthal
Ebenthal är en ort och kommun  i Österrike. Den ligger i distriktet Gänserndorf i förbundslandet Niederösterreich, 40 km nordost om huvudstaden Wien. 